# Majdan Nezaležnosti
Majdan Nezaležnosti (in ucraino Майдан Незалежності?, lett. "Piazza Indipendenza") è la piazza centrale di Kiev, capitale dell'Ucraina. Attraversata dalla Chreščatyk è una delle principali piazze della città che ha conosciuto molte denominazioni, ma è spesso indicata come Majdan (la Piazza in italiano). È pertanto da ritenersi scorretta e pleonastica l'espressione "Piazza Majdan". 

## Storia

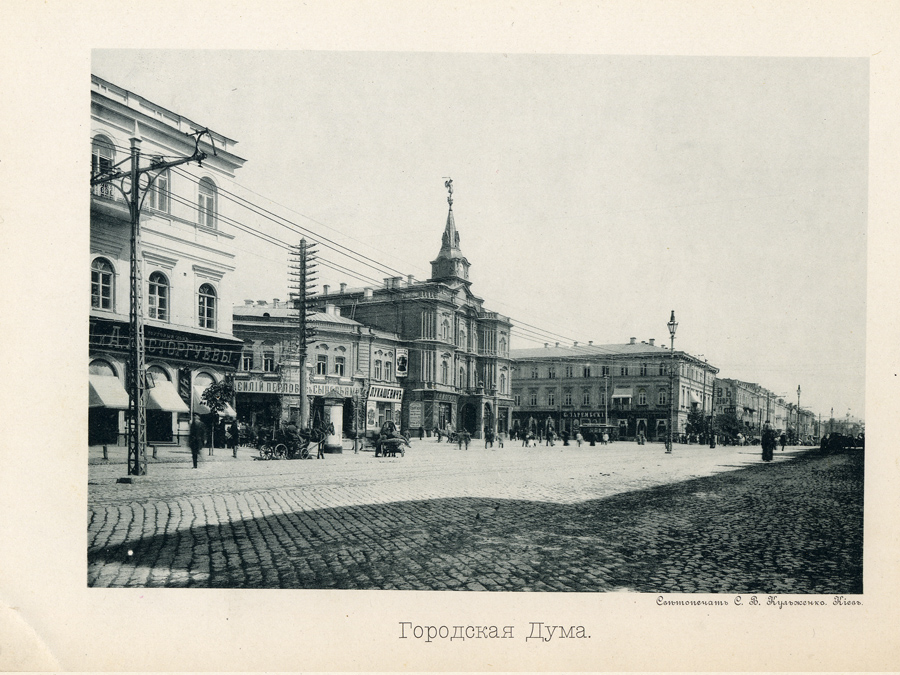
Majdan agli inizi del XIX secolo col palazzo della Duma.

La piazza iniziò a prendere forma attorno alla metà del XIX secolo quando vennero costruiti i primi edifici in pietra a Kiev. 
Nel corso del tempo le vennero dati diversi nomi:
- Piazza Chreščatyk dal 1869
- Dumskaja ploščad' (Piazza del Consiglio o Parlamento) dal 1876
- Sovetskaja ploščad' (Piazza Sovietica) dal 1919 dopo la rivoluzione d'ottobre
- Ploščad' Kalinina (Piazza Kalinin) dal 1935
- Platz 19. September (Piazza 19 settembre) dal 1941 con l'occupazione tedesca
- Ploščad' Kalinina (Piazza Kalinin) dal 1943 col ritorno dei sovietici
- Plošča Žovtnevoï revoljuciï (Piazza della Rivoluzione d'Ottobre) dal 1977
- Majdan Nezaležnosti (Piazza dell'Indipendenza) dal 1991, dopo la fine dell'Unione sovietica.

Durante la seconda guerra mondiale venne seriamente danneggiata, come tutto il centro cittadino e l'aspetto che le venne dato in seguito rispettò i canoni dell'architettura sovietica.
Durante la rivoluzione arancione nel 2004 è stata il luogo di ritrovo per i manifestanti. Fra novembre 2013 e febbraio 2014 è stata teatro di sanguinosi scontri che hanno portato alla caduta del regime presidenziale di Viktor Janukovyč. Il movimento antigovernativo è stato rinominato Euromaidan per la sua propensione, almeno iniziale, pro-europeista e perché ebbe il suo quartier generale nella piazza.

## Luoghi d'interesse
I principali punti della piazza sono:
- Porta Ljads'ki con una scultura dell'Arcangelo Michele.  Si trova sul sito della porta Ljads'ki del XII secolo ed è considerata un simbolo della città
- Monumento all'Indipendenza, una colonna trionfale con la figura di Berehinja, simbolo dell'indipendenza dello Stato e monumento più alto di questo tipo in Ucraina
- Chilometro zero. Il punto dal quale si prendono le distanze tra le città dell'Ucraina e le capitali del mondo.
- Monumento ai Fondatori di Kiev. Fontana monumentale illuminata la sera.
- Monumento alla mamma-cavaliere cosacca, personificazione dell'intero popolo ucraino.
- Edificio della Federazione dei sindacati, andato quasi completamente bruciato durante gli eventi di Euromaidan del 2014.
- Accademia Nazionale di Musica dell'Ucraina Pëtr Il'ič Čajkovskij, la più antica in Ucraina.
- Globus Shopping Center, il primo grande centro commerciale ed espositivo di livello internazionale in Ucraina.

Il «Chilometro zero».
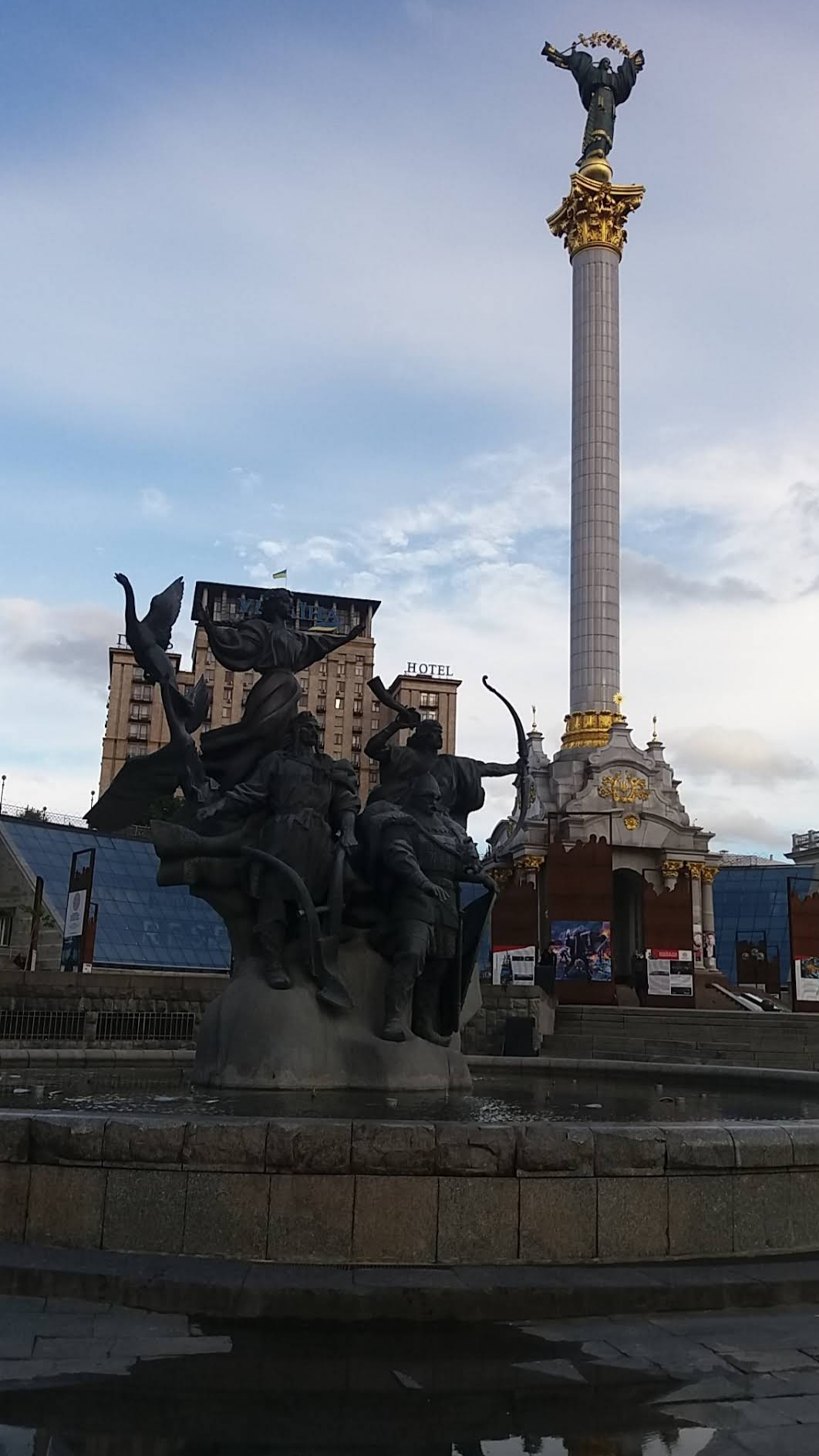
Monumento ai fondatori di Kiev
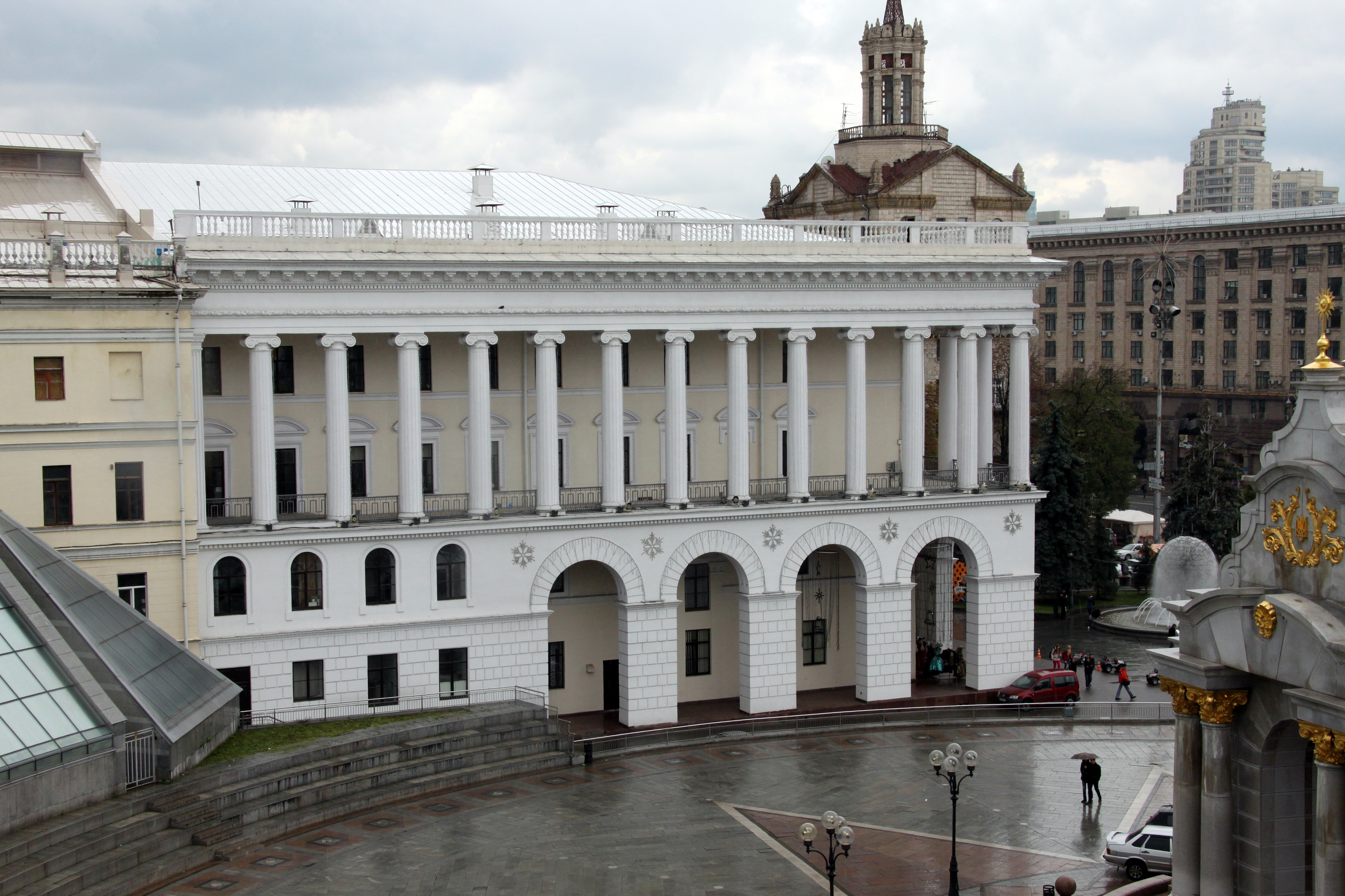
Accademia Nazionale di Musica dell'Ucraina Pëtr Il'ič Čajkovskij